# Innoson Vehicle Manufacturing
Innoson Vehicle Manufacturing Co. Ltd. (обычно сокращается до IVM) — нигерийский производитель автомобилей со штаб-квартирой в Нневи, Анамбра, Нигерия. Его основал Инносент Чуквума Нвала.  Компания Innoson Vehicle Manufacturing получила прозвище «Гордость африканской дороги».
По данным компании, 70% ее автозапчастей производится на месте, а остальные закупаются в Японии, Китае и Германии.
20 мая 2022 года Innoson представила свой первый «Кеке».  Кеке — трехколесные автомобили и основное средство транспорта в Нигерии.  До сих пор они импортировались с Дальнего Востока и обычно стоят около 800 000 найр или 1600 евро.  Innoson объявила цену продажи в 500 000 найр или 1000 евро.  Производственная мощность – 60 000 «кекесов» в год.  К нему планируется добавить новый производственный завод в Оверри в штате Имо на земельном участке площадью 150 000 квадратных метров.  Ожидается, что внутреннее производство вездесущих Кеке в Нигерии окажет положительное влияние на торговый баланс и рынок труда Нигерии.

## Модельный ряд
- IVM Caris, компактный седан основанный на Forthing Jingyi S50
- IVM G20 Smart, компактный минивэн основанный на Keyton EX80
- IVM Ikenga, компактный минивэн основанный на Weiwang M60
- IVM Capa, минивэн основанный на Forthing CM7
- IVM G5T, среднеразмерный кроссовер основанный на Forthing T5L
- IVM G6T, среднеразмерный кроссовер основанный на Foday Landfort
- IVM G40, внедорожник основанный на Beijing BJ40
- IVM G80, внедорожник основанный на Beijing BJ80
- IVM Carrier 4WD, среднеразмерный пикап основанный на ZX Grand Tiger
- IVM Granite, среднеразмерный пикап основанный на ZX Terralord
- IVM Mini Bus, микроавтобус основанный на Keyton M70

- Forthing Jingyi S50 (IVM Caris)
- Keyton EX80 (IVM G20 Smart)
- Weiwang M60 (IVM Ikenga)
- Forthing CM7 (IVM Capa)
- Forthing T5L (IVM G5T)
- Foday Landfort (IVM G6T)
- Beijing BJ40 (IVM G40)
- Beijing BJ80 (IVM G80)
- ZX Grand Tiger (IVM Carrier 4WD)
- ZX Terralord (IVM Granite)
- Keyton M70 (IVM Mini Bus)